# Uniwheels
Die Uniwheels Gruppe ist ein führender europäischer Hersteller von Aluminiumrädern mit Sitz in Bad Dürkheim im gleichnamigen Landkreis in Rheinland-Pfalz, Deutschland und gehört mehrheitlich zum US-amerikanischen Alu-Rad-Produzenten Superior Industries.
Im Dezember 2015 (2014) wurden weltweit 2539 (2366) Mitarbeiter beschäftigt. Das Unternehmen ist an der Warschauer Wertpapierbörse notiert. Im Geschäftsjahr 2015 erwirtschaftete das Unternehmen Umsatzerlöse in Höhe von 436,5 (2014: 362,4) Millionen Euro.
Im Geschäftsjahr 2015 wurden 7,8 Mio. Räder produziert.

## Geschäftsbereiche
Das Unternehmen ist in zwei Geschäftsbereichen aktiv: als Hersteller von Leichtmetallrädern im europäischen Zubehörmarkt (Accessory Division) mit den Einzelmarken ATS, Rial, Alutec und Anzio, sowie als einer der größten Räderzulieferer für die Automobilindustrie (Automotive Division) weltweit. Darüber hinaus stattet die Uniwheels Gruppe professionelle Motorsport-Rennserien mit Hightech-Rädern aus.

Marken
Alutec
Anzio
ATS
Rial

## Geschichte
Ausgangspunkt des Unternehmens, dessen Wurzeln in den späten 1960er Jahren liegen, ist die Gründung der Alutec Leichtmetallfelgen GmbH im Jahre 1996 durch Ralf Schmid. 1998 erfolgte die Übernahme der Rial Leichtmetallfelgen GmbH. Ab dem Jahr 2000 wurde ein neues Alutec/Rial-Produktionswerk für Leichtmetallfelgen in Stalowa Wola, Polen, aufgebaut. In den darauffolgenden Jahren wurden die Kapazitäten kontinuierlich erweitert sowie eine moderne Lackieranlage in Betrieb genommen. 2005 wurde basierend auf Alutec und Rial die Uniwheels-Gruppe formiert. 
Im Februar 2008 übernahm Uniwheels die europäischen Aktivitäten der ATS-Gruppe (Umsatz 2007 rd. 240 Mio. Euro) mit dem Stammwerk in Werdohl und einem größeren Werk am bestehenden Uniwheels-Produktionsstandort Stalowa Wola. Dadurch erhöhte sich das Herstellungsvolumen von zwei Millionen auf sieben Millionen Räder pro Jahr. 
2014 wurde die Uniwheels Holding (Germany) GmbH in die Aktiengesellschaft Uniwheels AG umgewandelt. Am 8. Mai 2015 erfolgte der Börsengang der Uniwheels AG an der Warschauer Wertpapierbörse. Im März 2016 wurde die Aktie in den Index der mittelgroßen Unternehmen, den mWIG40, aufgenommen.
Ende März 2017 wurde bekannt, dass die Gründer und bis dahin Mehrheitsaktionäre von Uniwheels, Ralf und Michael Schmid, ihre Anteile von 61,3 % für umgerechnet mehr als 660 Millionen Euro an den US-amerikanischen Mitbewerber Superior Industries verkauft hatten.